# Повелитель островов
«Повелитель островов» (англ. The Lord of the Isles; альтернативные переводы — «Владыка островов», «Властитель островов») — поэма британского писателя Вальтера Скотта, написанная в 1814 и опубликованная в 1815 году. Её действие происходит во время первой войны за независимость Шотландии.

## Сюжет
Действие поэмы происходит в Шотландии в 1307—1314 годах, во время первой войны за независимость. Скотт рассказывает историю Роберта Брюса от его возвращения из ирландского изгнания до разгрома англичан в битве при Бэннокбёрне. Параллельно развивается романтическая линия: видный сторонник Брюса Рональд, лорд Островов, влюбляется в его сестру Изабеллу, а после её пострижения в монахини женится на Эдит Лорнской.

## Создание и оценки
В 1808 году Скотт впервые рассказал о своём желании описать битву при Бэннокбёрне, а в 1810 — о желании запечатлеть в одной из будущих поэм пейзажи Гебридских островов. В конце 1811 или начале 1812 года он приступил к работе над поэмой о Брюсе, называвшейся на этом этапе «Безымянная долина», но вскоре отложил её ради «Рокби». В 1813 году писатель на время вернулся к замыслу, но потом снова отложил его ради романа «Уэверли, или Шестьдесят лет назад». В августе — сентябре 1814 года, во время поездки вдоль шотландского побережья, он постарался собрать материал для описания пейзажей в будущей поэме. Работа над «Повелителем островов» была закончена к 16 декабря 1814 года. Первое издание вышло 2 января 1815 года в Эдинбурге и 13 января в Лондоне.
«Повелитель островов» получил высокие оценки критиков, но при этом не имел такого успеха, как ряд предыдущих поэм Скотта, и даже вызвал определённое разочарование у широкой публики. Это было связано в том числе с ростом популярности произведений Байрона.